# Werauhia ringens
Werauhia ringens là một loài thuộc chi Werauhia. Đây là loài bản địa của Costa Rica và Ecuador.